# Eric Niehe
Eric Franciscus Charles (Eric) Niehe  (Amsterdam, 4 november 1943) is een voormalige ambassadeur en olympisch roeier. Hij vertegenwoordigde Nederland eenmaal op de Olympische Spelen, maar won bij die gelegenheid geen medailles.
In 1968 maakte hij zijn olympisch debuut op de Spelen van Mexico-Stad. Bij het roeionderdeel acht met stuurman finishte hij in de B-finale in een tijd van 6.14,18 en moest hiermee genoegen nemen met een achtste plaats.
Niehe was in zijn actieve tijd als sportman aangesloten bij de Amsterdamse studentenroeivereniging ASR Nereus. Na een gymnasiumopleiding studeerde hij rechtswetenschappen en werd later voor Nederland ambassadeur in Ierland, Hongarije en India.
Niehe trouwde op 9 december 1970. Hij is een broer van televisiepresentator Ivo Niehe.

## Palmares

### Roeien (vier zonder stuurman)
- 1966:  WK in Bled - 6.20,33

### roeien (acht met stuurman)
- 1968: 8e OS - 6.14,18

Maarten Kloosterman · 
Piet Bon · 
Eric Niehe · 
Jaap Reesink · 
Gee van Enst · 
Jan Steinhauser · 
Eric Wesdorp · 
Jan van Laarhoven · 
Arthur Koning (stuurman)